# نيكولا ماركس
نيكولا ماركس (بالفرنسية: Nicolas Marx)‏ هو لاعب كرة قدم فرنسي في مركز الوسط، ولد في 26 فبراير 1974 في أفينيون في فرنسا. لعب مع نيم أولمبيك.

## وصلات خارجية
- نيكولا ماركس على موقع قاعدة بيانات كرة القدم.إي يو (الإنجليزية)
- نيكولا ماركس على موقع عالم كرة القدم.نت (الإنجليزية)